# 沃斯托奇诺耶 (楚河区)
沃斯托奇诺耶（俄语：Восточное，意为“东方的”）是吉尔吉斯斯坦楚河州楚河区下辖的一个村。根据2009年吉尔吉斯共和国人口普查，全村人口为124人。